# Benedensas

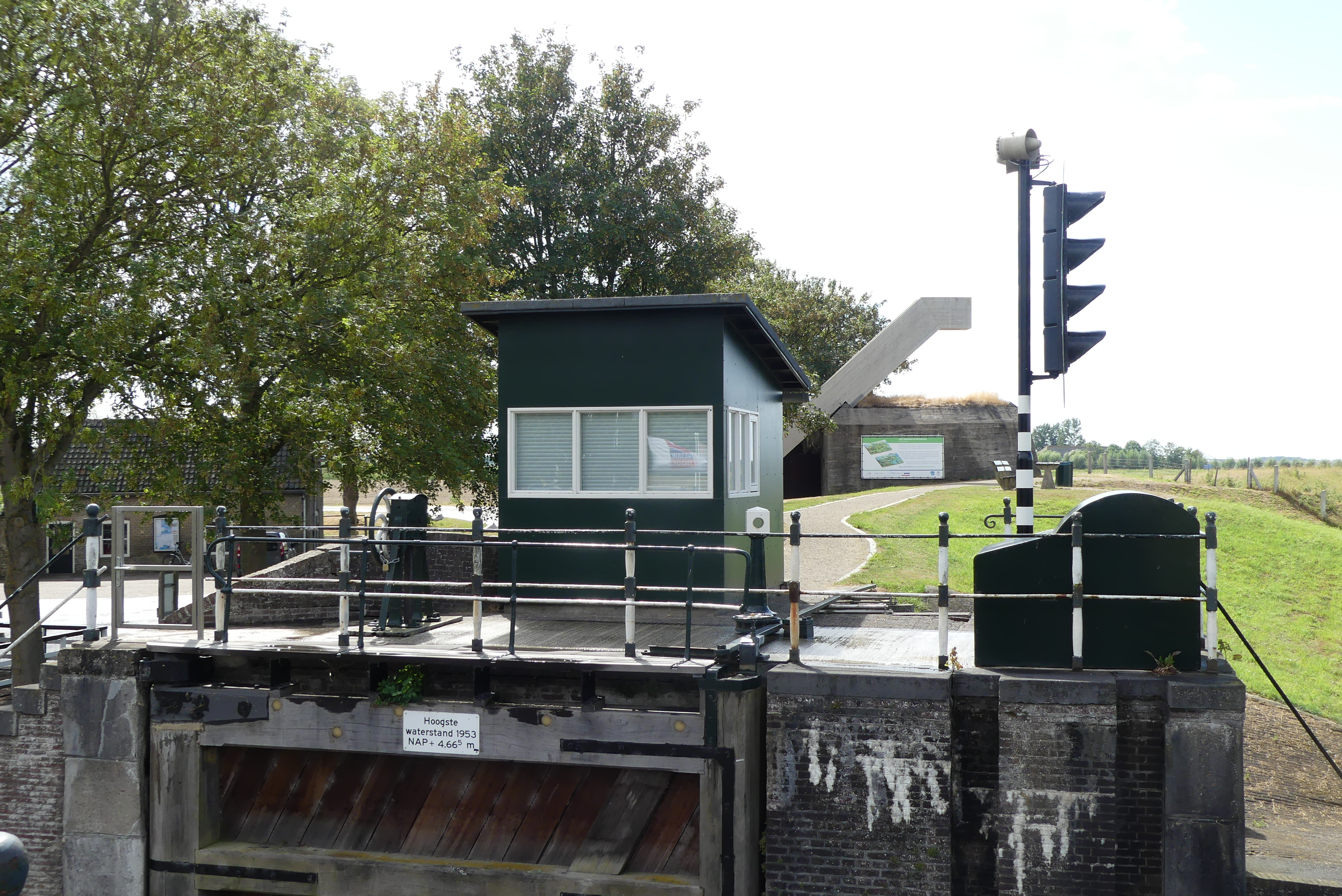
Sluizencomplex Benedensas in 2018

Het Benedensas, soms ook geschreven als Beneden Sas, is een gerestaureerd historisch sluizencomplex uit 1824 (deels ook uit 1884) dat zich bevindt nabij de Nederlandse plaatsen Steenbergen en De Heen (provincie Noord-Brabant). 

## Taak
Het sluizencomplex is gebouwd om het achterliggende land te beschermen tegen hoog water uit het Volkerak, en voor de scheepvaart om het hoogteverschil vanwege eb en vloed te overbruggen. Met het voltooien van de Philipsdam is er inmiddels geen eb en vloed meer. De sluisdeuren bieden een uitzicht op het Krammer, Volkerak en het natuurgebied de Dintelse Gorzen. De sluis heeft de naam benedensas omdat het zich aan de benedenloop van de Vliet bevindt, dit in tegenstelling tot het Bovensas.

## Bezienswaardigheden
- Naast de sluizen zelf bevindt zich de gelijknamige buurtschap, bestaande uit enkele historische panden. De buurtschap is in de loop van de 20ste eeuw aanzienlijk kleiner geworden door het afnemen van het vrachtverkeer. De sluizen en de buurtschap komen in de boeken van Merijntje Gijzen voor als een plaats voor ruige schippers die daar in het café wachten op de sluis, en is als zodanig onderdeel van de Merijntje Gijzen-wandelroute.
- Ook is er een typisch West-Brabants paardenhuisje, waar men vroeger vrij het paard kon stallen.
- Direct achter de nabijgelegen dijk ligt een Duitse bunker (Stützpunkt XXXVI) die onderdeel is geweest van de Atlantikwall.
- Benedensas is een stop op bij de veerdienst Oude-Tonge-Benedensas-Steenbergen, die wordt bediend door een historische pont uit 1928.
- Sinds het voorjaar van 2013 is een horecagelegenheid gevestigd in het gebied. Het oude veerhuis, dat direct aan de sluizen ligt, is verbouwd tot huiskamerrestaurant Beneden Sas.